# Радзивилл, Альбрехт
Альбрехт Радзивилл (8 марта 1558 года, Лукишки около Вильны — 13 июня 1592 года, Краков) — государственный и военный деятель Великого княжества Литовского. Маршалок надворный литовский (1579—1586), маршалок великий литовский (с 1586), 1-й ординат Клецкий (1586—1592).

## Биография
Представитель несвижской линии литовского магнатского рода Радзивиллов герба Трубы, сын Николая Радзивилла «Чёрного», канцлера великого литовского, и Эльжбеты Шидловецкой. Имел братьев Станислава, Юрия и Николая.
Учился в Лейпцигском университете (1570—1573) и в Риме (1575—1576). В 1574 году в Вильне перешёл из кальвинизма в католичество.
В 1579—1581 годах участвовал в Ливонской войне (1558—1582), за участие во взятии Полоцка получил должность маршалка надворного.
Принимал участие в заключении Ям-Запольского мира (1582). В Клецке построил каменный костёл, финансировал больницу.

## Владения
В наследство от отца получил бывшие Клецкое и Давид-Городокское княжества, имения Лебедево, Хожово, Геранёны и Лаздуны в Ошмянском уезде. Держал Ковенское староство (с 1579). В 1586 году присоединился к соглашению Радзивиллов о разделении земель и создании ординаций, сам при этом стал первым владельцем Клецкой ординации.

## Семья
12 января 1586 года в Митаве женился на Анне Кетлер (1567—1617), младшей дочери Готхарда фон Кетлера (1517—1587), первого герцога Курляндии (1561—1587) и Анны Мекленбург-Гюстровской (1533—1602). В честь этого брака Гальяш Пельгримовский написал панегирик «На брак наисветлейшего князя и господина Альберта Радзивилла» (Вильна, 1585).
Дети:
- Анна (ум. 1569), жена князя Яна Владислава Сангушко (ум. 1652)
- Екатерина, умерла до достижения совершеннолетия
- Барбара (1590—1614), жена Николая Кишки (?—1644), воеводы дерптского
- Ян Альбрехт (1591—1626), староста упитский, унаследовавший клецкую ординацию после смерти отца.